# Českovo
Qeskovë en albanais et Českovo en serbe latin (en serbe cyrillique : Ческово) est une localité du Kosovo située dans la commune/municipalité de Klinë/Klina et dans le district de Pejë/Peć. Selon le recensement kosovar de 2011, elle compte 373 habitants, tous albanais.

## Démographie

### Évolution historique de la population dans la localité
| 1948 | 1953 | 1961 | 1971 | 1981 | 1991 | 2011 |
| ---- | ---- | ---- | ---- | ---- | ---- | ---- |
| 191  | 199  | 210  | 292  | 403  | 525  | 373  |

|  |